# Paris-Reims
Paris-Reims est une course cycliste annuelle, disputée en France entre Paris et Reims (Marne) entre 1914 et 1946.

## Présentation
La course est organisée par le Bicycle Club rémois et le Vélo Club de Levallois, puis par le Club athlétique de la Société générale de Paris, sous le patronage des journaux quotidien L'Intransigeant et hebdomadaire Paris Match, avec le concours de L’Éclaireur de l'Est.
Un Paris-Reims a été organisé par l'« Amical Gaulois Sportif », pour les amateurs de l'Union vélocipédique de France en 1906.
Pendant la Seconde Guerre mondiale, Paris-Reims a remplacé pendant deux ans Paris-Roubaix, organisé par le journal L'Auto.

## Palmarès

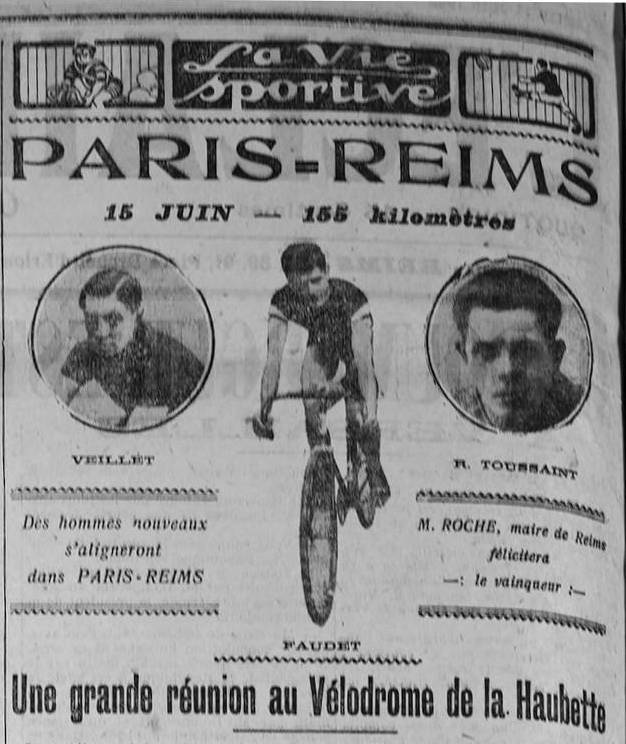
Annonce dans L’Éclaireur de l'Est de juin 1924.

| Année | Vainqueur         | Deuxième             | Troisième          |
| ----- | ----------------- | -------------------- | ------------------ |
| 1914  | Charles Juseret   | Frank Henry          |                    |
| 1920  | Charles Lacquehay |                      | Jean Hillarion     |
| 1921  | Robert Reboul     | Jean Hillarion       | Fernand Moulet     |
| 1922. | Georges Cuvelier  |                      |                    |
| 1923  | Paul Lesault      | Léon Durieux         | Achille Souchard   |
| 1924  | Georges Leblanc   | André Vugé           | André Leducq       |
| 1925  | Georges Wambst    | Armand Blanchonnet   | Louis Mercier      |
| 1926  | André Aumerle     | Georges Robert       | Marius Gallottini  |
| 1927  | René Brossy       | André Aumerle        | (Marcel ?) Deshoux |
| 1928, | André Trantoul    | Andre Bianchi        | Roger Bisseron     |
| 1929  | Renaud            | René Brossy          | Robert Rigaux      |
| 1930  | René Le Grevès    | Jean Driancourt      | Léon Le Calvez     |
| 1931  | René Le Grevès    | Robert Rigaux        | Fernand Mithouard  |
| 1932, | Lucien Weiss      | Étienne Parizet      | Philippe Bono      |
| 1933  | Jean Goujon       | Rémi Royer           | Léon Level         |
| 1934, | Étienne Parizet   | Jean Driancourt      | Armand Blanchon    |
| 1935  | Rémi Royer        | Georges Hubatz       | Paul Corallini     |
| 1941  | Jules Rossi       | Louis Thiétard       | Raymond Louviot    |
| 1942  | Émile Idée        | Amédée Rolland       | Raymond Louviot    |
| 1943  | Jules Rossi       | Camille Danguillaume | Frans Bonduel      |
| 1944  |                   |                      |                    |
| 1945  | Fermo Camellini   | Jean-Marie Goasmat   | Éloi Tassin        |
| 1946  | Louis Caput       | Albert Dolhats       | Guy Lapébie        |